# 한국농어촌여성문학회
한국농어촌여성문학회는 회원들의 작품을 모아 통권동인지 출판 및 전국단위의 문예창작교육사업, 작품발표와 합평회 개최사업 등 목적으로 2005년 7월 4일 설립된 대한민국 농림수산식품부 소관의 사단법인이다. 사무실은 경기도 안성시 공도읍 용두리 산 28번지에 있다.

## 주요 사업
- 매년 회원들의 작품(시, 수필, 동화, 소설)을 모아 통권 동인지를 출판
- 연 2회 전국단위의 문예 창작교육 개최
- 각 도의 지부에서 연4회 이상 작품발표와 합평회
- 홈페이지 운영관리
- 재능 있는 농어촌 여성의 회원발굴
- 한국 문화유적지 답사
- 기타 본 회의 목적 달성을 위해 필요한 사업